# 2e cérémonie des Houston Film Critics Society Awards
La 2e cérémonie des Houston Film Critics Society Awards, décernés par la Houston Film Critics Society, a eu lieu le 19 décembre 2008, et a récompensé les films réalisés l'année précédente.

## Palmarès

### Meilleur film
- L'Étrange Histoire de Benjamin Button (The Curious Case of Benjamin Button)
  - The Dark Knight : Le Chevalier noir (The Dark Knight)
  - Harvey Milk (Milk)
  - Slumdog Millionaire
  - WALL-E

### Meilleur réalisateur
- Danny Boyle pour Slumdog Millionaire
  - Ron Howard pour Frost/Nixon
  - David Fincher pour L'Étrange Histoire de Benjamin Button (The Curious Case of Benjamin Button)
  - Christopher Nolan pour The Dark Knight : Le Chevalier noir (The Dark Knight)
  - Gus Van Sant pour Harvey Milk (Milk)

### Meilleur acteur
- Sean Penn pour le rôle de Harvey Milk dans Harvey Milk (Milk)
  - Mickey Rourke pour le rôle de Randy "Ram" Robinson dans The Wrestler
  - Richard Jenkins pour le rôle de Walter Vale dans The Visitor
  - Leonardo DiCaprio pour le rôle de Frank Wheeler dans Les Noces rebelles (Revolutionary Road)
  - Brad Pitt pour le rôle de Benjamin Button dans L'Étrange Histoire de Benjamin Button (The Curious Case of Benjamin Button)
  - Frank Langella pour le rôle de Richard Nixon dans Frost/Nixon

### Meilleure actrice
- Anne Hathaway pour le rôle de Kym dans Rachel se marie (Rachel Getting Married)
  - Melissa Leo pour le rôle de Ray Eddy dans Frozen River
  - Meryl Streep pour le rôle de la Sœur Aloysious Beauvier dans Doute (Doubt)
  - Kate Winslet pour le rôle d'April Wheeler dans Les Noces rebelles (Revolutionary Road)
  - Cate Blanchett pour le rôle de Daisy dans L'Étrange Histoire de Benjamin Button (The Curious Case of Benjamin Button)
  - Angelina Jolie pour le rôle de Christine Collins dans L'Échange (Changeling)

### Meilleur acteur dans un second rôle
- Heath Ledger (à titre posthume) pour le rôle du Joker dans The Dark Knight : Le Chevalier noir (The Dark Knight)
  - Robert Downey Jr. pour le rôle de Kirk Lazarus dans Tonnerre sous les Tropiques (Tropic Thunder)
  - Tom Cruise pour le rôle de Les Grossman dans Tonnerre sous les Tropiques (Tropic Thunder)
  - Josh Brolin pour le rôle de Dan White dans Harvey Milk (Milk)
  - Brad Pitt pour le rôle de Chad Feldheimer dans Burn After Reading

### Meilleure actrice dans un second rôle
- Viola Davis pour le rôle de Mrs. Miller dans Doute (Doubt)
  - Amy Adams pour le rôle de la sœur James dans Doute (Doubt)
  - Marisa Tomei pour le rôle de Cassidy dans The Wrestler
  - Penélope Cruz pour le rôle de María Elena dans Vicky Cristina Barcelona
  - Taraji P. Henson pour le rôle de Queenie dans L'Étrange Histoire de Benjamin Button (The Curious Case of Benjamin Button)

### Meilleure distribution
- Doute (Doubt)
  - The Dark Knight : Le Chevalier noir (The Dark Knight)
  - Harvey Milk (Milk)
  - Walkyrie (Valkyrie)
  - Rachel se marie (Rachel Getting Married)
  - Tonnerre sous les tropiques (Tropic Thunder)

### Meilleur scénario
- Slumdog Millionaire – Simon Beaufoy
  - L'Étrange Histoire de Benjamin Button (The Curious Case of Benjamin Button) – Eric Roth
  - The Dark Knight : Le Chevalier noir (The Dark Knight) – Christopher Nolan et Jonathan Nolan
  - Doute (Doubt) – John Patrick Shanley
  - Harvey Milk (Milk) – Dustin Lance Black

### Meilleure photographie
- L'Étrange Histoire de Benjamin Button (The Curious Case of Benjamin Button) – Claudio Miranda
  - The Dark Knight : Le Chevalier noir (The Dark Knight) – Wally Pfister
  - Harvey Milk (Milk) – Harris Savides
  - Les Noces rebelles (Revolutionary Road) – Roger Deakins
  - Slumdog Millionaire – Anthony Dod Mantle

### Meilleure musique de film
- Miracle à Santa Anna (Miracle at St. Anna) – Terence Blanchard
  - L'Étrange Histoire de Benjamin Button (The Curious Case of Benjamin Button) – Alexandre Desplat
  - The Dark Knight : Le Chevalier noir (The Dark Knight) – Hans Zimmer et James Newton Howard
  - Les Noces rebelles (Revolutionary Road) – Thomas Newman
  - Slumdog Millionaire – A. R. Rahman

### Meilleure chanson originale
- "Down to Earth" – WALL-E
  - "Another Way to Die" – Quantum of Solace
  - "I Thought I Lost You" – Volt, star malgré lui (Bolt)
  - "Jai Ho" –  Slumdog Millionaire
  - "Rock Me Sexy Jesus" – Hamlet 2
  - "The Wrestler" – The Wrestler

### Meilleur film en langue étrangère
- Mongol (Монгол) •  Kazakhstan
  - Che •  Espagne /  États-Unis /  France
  - Gomorra •  Italie
  - Il y a longtemps que je  t'aime •  France
  - Morse (Låt den rätte komma in) •  Suède

### Meilleur film d'animation
- WALL-E
  - Volt, star malgré lui (Bolt)
  - Horton (Dr Seuss' Horton Hears a Who!)
  - Valse avec Bachir (ואלס עם באשיר)

### Meilleur film documentaire
- Le Funambule (Man on Wire)
  - Bigger, Stronger, Faster* (en)
  - Gonzo: The Life and Work of Dr. Hunter S. Thompson (en)
  - I.O.U.S.A. (en)
  - Standard Operating Procedure
  - I Feel Good ! (Young@Heart)

### Meilleure réussite
- Andrea Grover et The Aurora Picture Show

### Meilleure réussite dans la programmation des films
- Marian Luntz et The Museum of Fine Arts Houston's Film Department

### Meilleure réussite dans la critique des films
- Roger Ebert